# 泰晤士隧道
泰晤士隧道（英語：Thames Tunnel）是一條埋於英國首都倫敦泰晤士河河床下的水底隧道，它連接北岸的威平和南岸的洛特希兩個河畔區。隧道闊11（36英尺）、高6（20英尺）和全長396（1,299英尺），離潮漲水位深23（75英尺），管道由兩排拱頂劃分成兩條運輸線。這是有記錄以來第一條建於可見河道下的水底隧道並為往後建築水底隧道開創先河。隧道建於1825年至1843年間並採用蘇格蘭巡洋艦長湯瑪士·科立恩與英法籍工程師馬克·伊桑巴德·布魯內爾共同開發的鑽挖式隧道專利技術建築，由後者的兒子伊桑巴德·金德姆·布魯內爾負責完成隧道的工程。雖然隧道當初的用意是為馬車提供過河通道，但這個營運模式一直沒有實現過而以行人隧道運作，直到1865年隧道由鐵路公司收購用作鐵路運輸至今。现在，该隧道归属于伦敦交通局，并由伦敦地上铁东伦敦线使用。

## 建築

### 失敗嘗試
19世紀初由於泰晤士河兩岸的碼頭業日漸蓬勃，鏈接兩岸的陸路交通需求與日俱增，工程師拉爾夫·多德於1799年就嘗試過在泰晤士河肯特郡格雷夫森德一段建造水底隧道但未能成功。1805至1809年間一隊康沃爾籍礦工及礦業技師包括理查·特里維西克在內嘗試在倫敦威平和洛特希間挖掘隧道，不過有指礦工只適應挖掘堅硬的岩石而未有做好應對河道一帶鬆軟泥土和流沙的措施，這個名為「泰晤士拱道」（Thames Archway）的工程在用作勘探的「導洞」（pilot tunnel）被淹沒兩次後宣告終止，當時這個導洞比原定的366米挖了305米，隧道約闊91厘米和高150厘米以備之後挖掘的正式隧道作排水用。泰晤士拱道的失敗使當時大部分的工程師認定建築水底隧道是不切實際。

### 布魯內爾

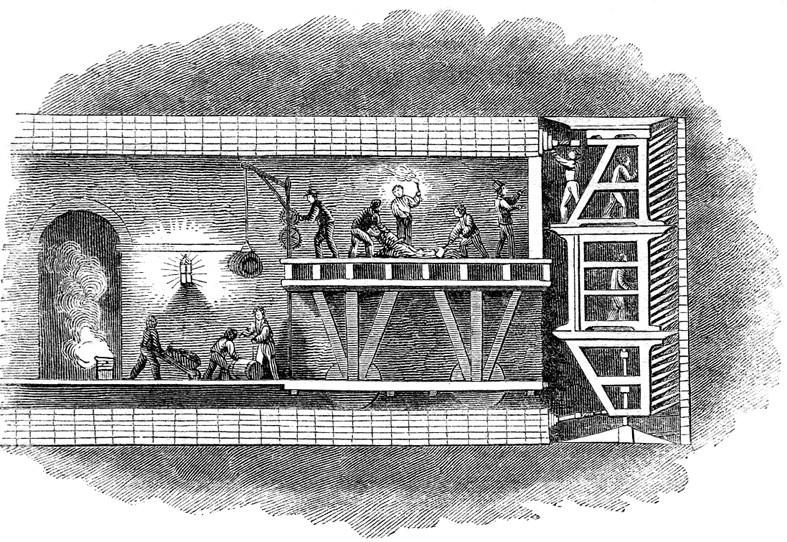
19世纪報紙上描繪泰晤士隧道工程的解說圖

英法籍工程師馬克·伊桑巴德·布魯內爾未有受這些失敗例子影響，1814年曾向俄國沙皇亞歷山大一世提議興建穿越聖彼得堡涅瓦河的水底隧道，提案被跨河天橋取代，但布魯內爾未有放棄並繼續鑽研興建隧道的技術。1818年1月他與蘇格蘭巡洋艦長湯瑪士·科立恩為共同開發的鑽挖式隧道技術申請專利，這是一個劃時代的隧道建築技術並一直被改良和沿用至今。1823年起布魯內爾開始著手籌備以該技術興建威平至洛特希隧道的企劃，1824年得到連同威靈頓公爵等多個私人投資者注資成立了泰晤士隧道公司，隧道於1825年2月正式動工。
工程的第一步是在南岸的洛特希離岸邊46米挖掘出發井，為此建造直徑15米的巨型環軸，鐵環內利用磚塊砌起12米高和91厘米厚的牆，然後利用騎在環上的蒸汽引擎推動挖掘泵，整個鑽挖裝置估計重1000英噸。鐵環底部的邊緣就像刀片般將下面鬆軟的泥土切割，這些堆積在環內的泥土由工人手動移走，裝置就緩慢地以自身的重量下沉。當時這個切割裝置在下沉到一個深度中途被裝置周邊土壁卡住，為了令其繼續下沉而臨時加載約五萬塊磚頭。為了避免這個情況再度發生，1840年在北岸威平挖掘回收井時所建造的鑽挖裝置的形狀不再是一個正圓柱體，頂部直徑比底部稍微收窄。1825年11月洛特希的鑽挖裝置完全下降到地底下，隧道的挖掘工序隨之開始。

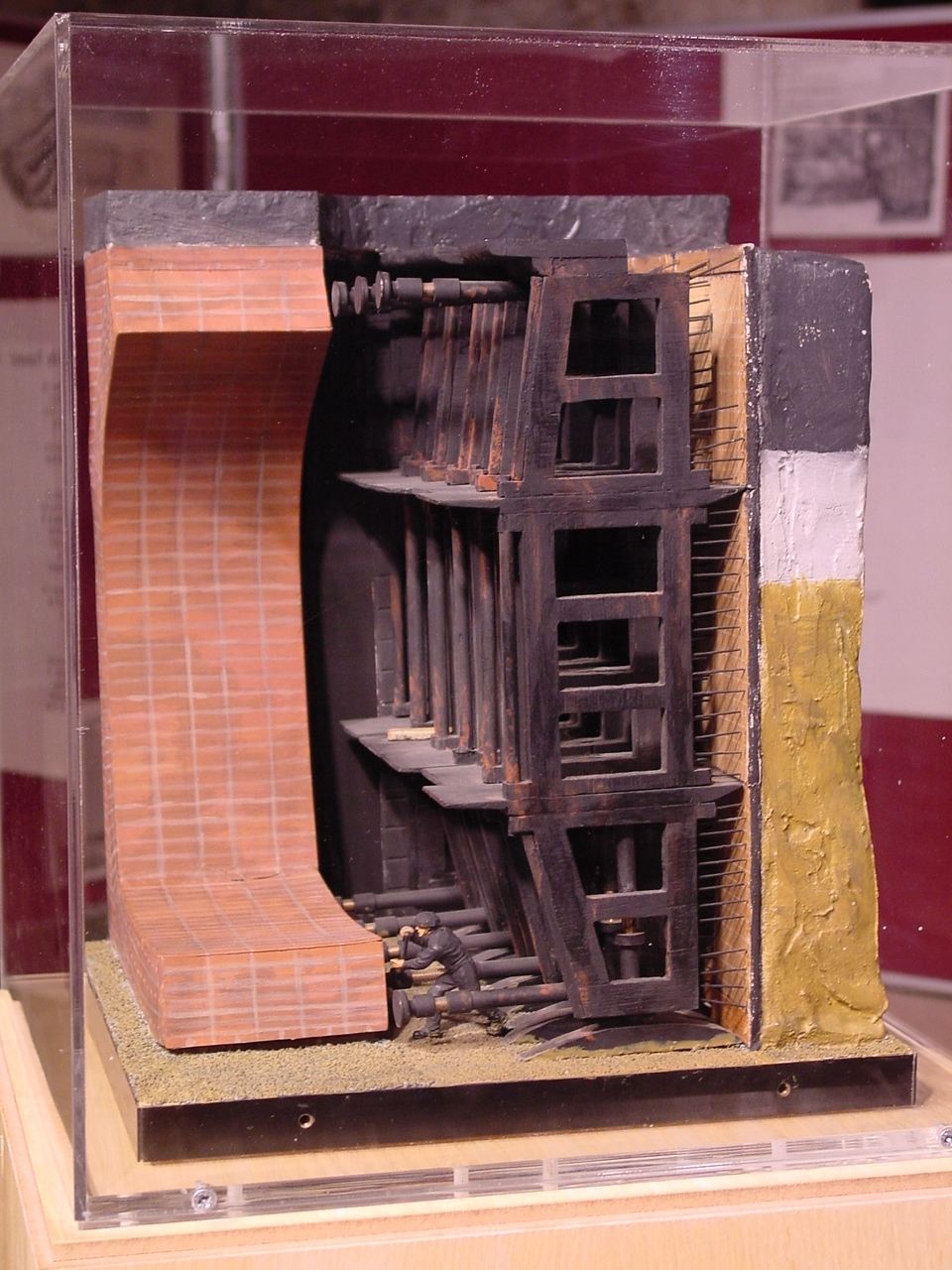
布魯內爾博物館內展出的盾構機橫切面模型

挖掘隧道的盾構機的部件由機械發明家亨利·莫茲利位處蘭貝斯的工房製造並運送到洛特希鑽挖現場組裝，這個最原始的盾構機由12塊垂直並排的大鐵板組成，然後再用兩塊鐵板劃分成水平3列為上層和中層提供立足點，如此構成36個工作空間，每一個空間靠著鑽挖方向的泥土有一塊可移動的門板。每一格由一名工人將門板移開後將前面一定量的泥土挖走再將門板用工具固定在被挖出的空間深處。盾構機頂部和底層的每格都會以巨型螺絲頂住背後用來支撐隧道璧的磚牆切面，當盾構機前方的泥土已經被挖走，工人就轉動螺絲令盾構機往更深處推移，盾構機上的工人一面挖走泥土，另一批工人就不停在背後敷設磚牆。
盾構機每塊垂直鐵板超過7英噸重，整個盾構機重約80英噸，這個隧道鑽挖法的好處在於為隧道內側提供支撐以降低崩塌危險，但許多工人和工程師包括布魯內爾在內都因為經河床流入隧道的地下污水而染病，這些污水又會釋出甲烷氣體，因為油燈的火種而引起爆炸。1826年4月駐場工程師約翰·阿姆斯特朗病倒後由布魯內爾當時20歲的兒子伊桑巴德·金德姆·布魯內爾接棒。鑽挖的進度非常緩慢，隧道每週推進約3至4米。1827年5月18日在挖到167米時隧道突然被洪水淹沒，伊桑巴德為了堵住滲水的地方而駕小艇進入隧道再以潛水鐘游到滲水的隧道壁頂部並以沙包塞住裂縫，修復和抽水完成後的11月他在事發地點舉辦宴會慶祝，向公眾證明水底隧道是安全的。
為了補貼工程費用隧道公司的監督開放工地現場給外來人觀光，當時的入場費是每人1先令並吸引了每日約600到800人次參觀。
1828年1月12日隧道再度淹沒，這次意外引致6名工人死亡，伊桑巴德當時逃到一個被鎖上的緊急出口，一名在緊急出口背後的包工察覺到門的另一面有人求救而將門打破並救出已經昏迷的伊桑巴德，伊桑巴德經搶救後於療養的6個月期間得知為跨越埃文峽谷興建橋樑的比賽，他贏得這個項目並建成後來的克里夫頓吊橋。隧道由於接著而來的財政問題而在事發當年的8月被擱置施工長達7年，盾構機背後被磚牆封堵。
1834年12月馬克·布魯內爾成功向英國財政部申請24萬7千英鎊貸款以繼續工程，1835年8月由於原盾構機已經老化而被拆解和移走，1836年3月換上改良型及重達140英噸的盾構機後鑽挖繼續進行，但直到1840年隧道又分別遭到4次洪水淹沒，火警、甲烷和硫化氫氣體洩漏不斷延誤施工進度，隧道終於在1841年11月完成挖掘，但工程連綿的阻滯和洪水成為媒體社評的笑柄。1841至42年間泰晤士隧道內部鋪設了馬路和照明，出口處建有螺旋樓梯供行人上落並於1843年3月25日對公眾開放。洛特希一側的車間改建成存放機械供需要時抽走滲漏的地下水，這個車間後來被改建成展覽隧道歷史的博物館。

## 行人隧道

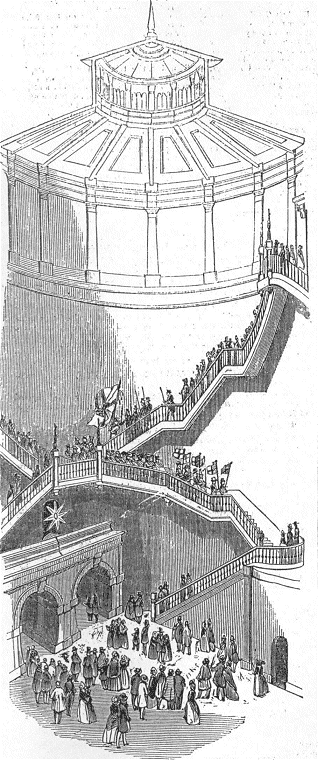
行人隧道營業切面繪圖

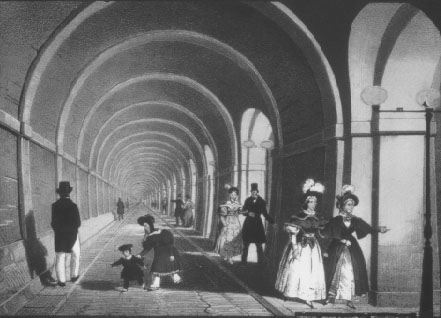
19世纪中叶泰晤士行人隧道內則

雖然是建築史上的重要成就，泰晤士隧道開業的頭20多年營運並不成功。總鑽挖投資涉及45萬4千英鎊，另加18萬英鎊後期工序，這筆數目遠遠超過施工前預計的金額。雖然隧道設計原意是為馬車提供行車路，但由於隧道公司已經沒有資金再建造匝道供車輛進出，它最終只能以行人隧道運作。隧道成為了倫敦的一個名勝，吸引了每年2百萬遊客，當年的通行票價是每人1便士，它亦成為了當時流行曲的一個主題，但世人對它的熱情逐年遞減，更甚者是隧道內流鶯和扒手為患令它聲名狼藉。美國旅遊人威廉·阿倫·德魯（William Allen Drew）初聽聞這條隧道時形容它是「世界第八大奇蹟」，當他1851年實際遊覽過後他形容「有點失望」，但依然對隧道的拱形管道和裝橫留下很深印象，他覺得對比交通動脈它更像是一個地下市集。德魯的描述被認為是相對非常寬容，1855年美國作家納撒尼爾·霍桑造訪泰晤士隧道後發表了更刻薄的評語，形容整條隧道就是一個失敗作。

## 鐵路隧道
1865年9月泰晤士隧道被一個由6家鐵路公司聯營的東倫敦鐵路公司收購以備接駁興建中的同名客貨兩用鐵路，泰晤士隧道被看中的主要原因是其建築切面足夠容納兩部重鐵列車通過有餘，這亦是隧道當初作為重型運輸通道的設計原意。1869年12月7日第一部列車通過泰晤士隧道，1933年東倫敦鐵路被吸收成為倫敦地鐵的一部分及改名為東倫敦線，貨運服務則止於1962年，泰晤士隧道成為了整個地鐵系統最古老的建築。1995年東倫敦線的加拿大塘站須要重新改造以提供與銀禧線延線的轉車接駁，地鐵公司籍此機會臨時關閉整條東倫敦線，同時為泰晤士隧道進行長線加固修復。儘管地鐵公司承認當時隧道結構完全沒有即時修理的須要，文物保育關注人士仍擔心隧道內的拱門和雕塑藝術會在加固工程中遭到毀壞，并成功在地鐵公司施工前一天即3月24日將泰晤士隧道列入為二星級登錄建築（法定古蹟）。地鐵公司最後同意不對隧道兩端進行任何工程，隧道中段亦以較溫和的措施加固，結果東倫敦線比原定的7個月延長至3年後於1998年才恢復通車。2007年東倫敦線再度臨時停止服務以更新路軌和訊號系統，2010年4月恢復通車時泰晤士隧道正式成為了倫敦地上鐵的一部分，通車前的一個月隧道開放了兩天給公眾徒步參觀。

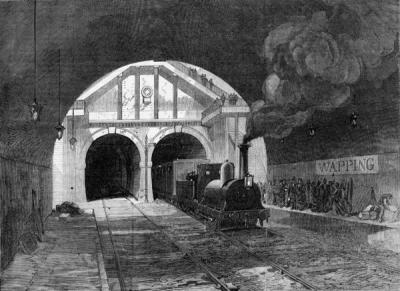
蒸汽火車經泰晤士隧道駛進威平站的繪圖
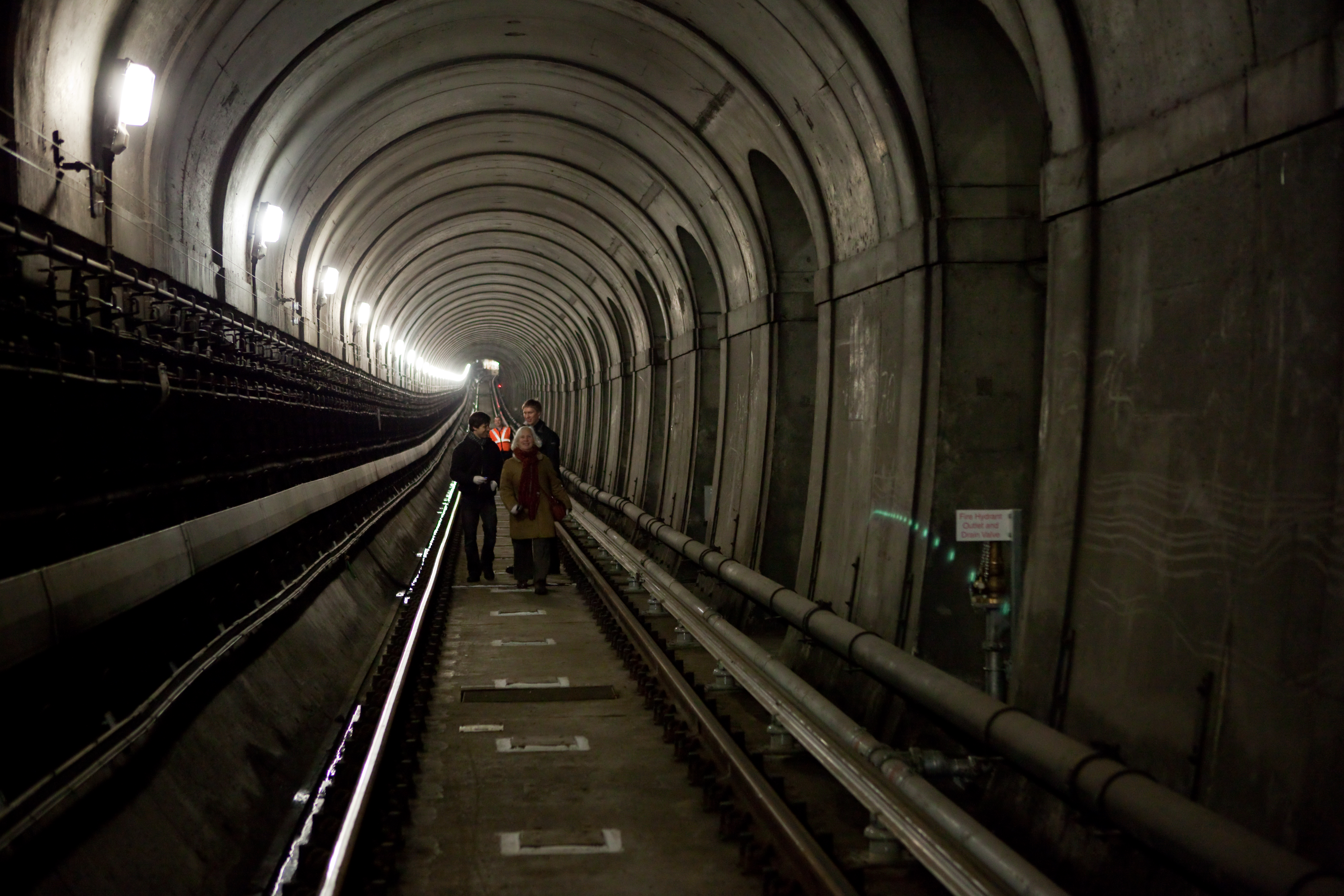
2010年3月鐵路隧道開放日

## 外部連結
- "Brief history during the Snow era" （页面存档备份，存于），加州大學洛杉磯分校公共衛生
- 布魯內爾博物館 （页面存档备份，存于）
- 泰晤士隧道興建到2008年繪畫集 （页面存档备份，存于），英國廣播公司
- 泰晤士隧道 （页面存档备份，存于），布魯內爾網站
- 2010年3月泰晤士隧道開放日照片 （页面存档备份，存于），Flickr
- 東倫敦線與泰晤士隧道照片（倫敦地鐵時代）